# Point Break
För andra betydelser, se Point Break (olika betydelser).
Point Break – dödens utmanare (engelska: Point Break) är en amerikansk actionfilm från 1991 i regi av Kathryn Bigelow. I huvudrollerna ses Keanu Reeves, Patrick Swayze och Gary Busey. Filmen blev en stor framgång och har därefter uppnått en form av kultstatus. Filmen innehåller också noterbara cameoframträdanden, av bland annat Red Hot Chili Peppers frontman Anthony Kiedis.

## Handling
En bankrånarliga som uppträder i presidentmasker har rånat närmare 30 banker de tre senaste somrarna. Nyutexaminerade FBI-agenten Johnny Utah kommer till Los Angeles och får utreda fallet. Vissa saker tyder på att rånarna är surfare. Johnny börjar infiltrera surfargängen. Då Johnny aldrig surfat i sitt liv tidigare så bli det inte helt problemfritt.

## Rollista
| Patrick Swayze      | – Bodhi              |
| Keanu Reeves        | – Johnny Utah        |
| Gary Busey          | – Angelo Pappas      |
| Lori Petty          | – Tyler Ann Endicott |
| John C. McGinley    | – Ben Harp           |
| James LeGros        | – Roach              |
| John Philbin        | – Nathanial          |
| Bojesse Christopher | – Grommet            |
| Lee Tergesen        | – Rosie              |
| Tom Sizemore        | – Deets              |
| Anthony Kiedis      | – Tone               |